# Alquerque

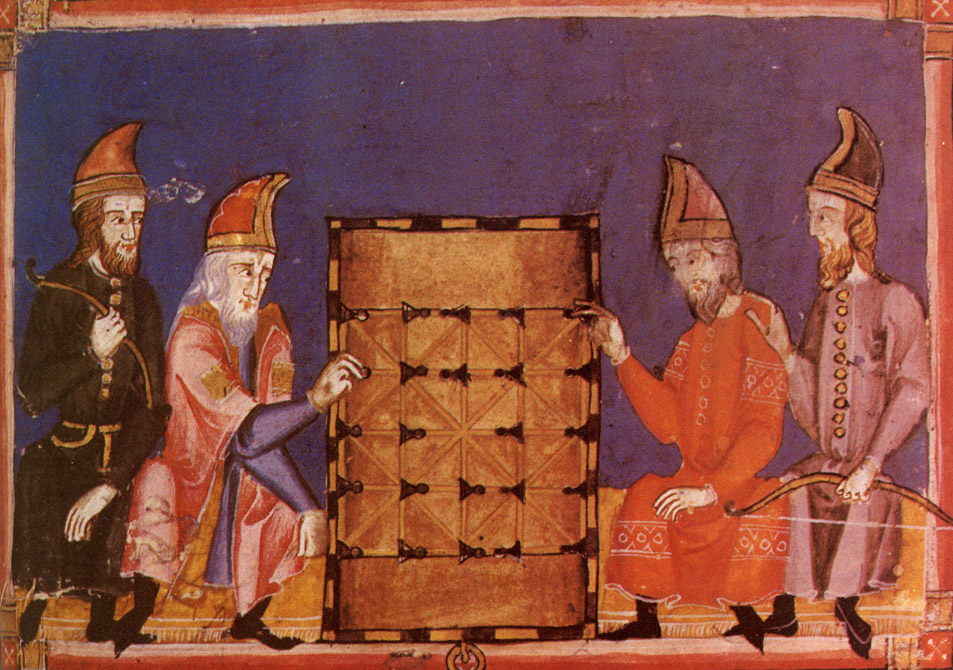

Alquerque – tradycyjna gra planszowa wywodząca się z kultury arabskiej, która najprawdopodobniej dała początek współczesnym warcabom. Gra ta po raz pierwszy została wspomniana pod nazwą El – Quirkat w arabskiej księdze pieśni Kitab al-Aghani około 950 r. n.e. Jednak niektórzy badacze datują tę grę nawet na XV wiek p.n.e. Gra ta wraz podbojem Półwyspu Iberyjskiego przez Arabów trafia do Europy. W 1283 r. król Kastylii i Leonu Alfons X w „Księdze gier” opisał tę grę pod nazwą Alquerque de doze, co stanowi modyfikacje nazwy arabskiej. Rosnąca popularność szachów w średniowieczu spowodowała, że grę przeniesiono na plansze szachową, co dało początek warcabom. Mogło to mieć miejsce około 1100 roku Gra ta była znana i grywana jeszcze w czasach nowożytnych. Wraz z Hiszpanami trafiła do Nowego Świata, gdzie mogła dać początek grze Indian Zuni Kolowis Awithlaknannai „Walczące Węże”. W Afryce gra się w podobną grę pod nazwą Zamma. Możliwe, że również gra Fanorona wywodzi się od Alquerque.

## Zasady

Celem gry jest zbicie jak największej liczby pionków przeciwnika.
Plansze tworzy siatka składająca się z 5 linii pionowych 5 linii poziomych uzupełniona o przekątne przechodzące przez 4 mniejsze kwadraty, na jakie można podzielić plansze.
W grze bierze udział dwóch graczy. Każdy z nich ma zestaw 12 pionków. Na starcie wszystkie pionki są ustawione jak na planszy obok.
Pionki poruszają się przez przechodzenie wzdłuż linii na najbliższe dowolne wolne pole.
Bicie zachodzi przez przeskoczenie po linii na wolne za sąsiednim pionkiem przeciwnika. Możliwe jest bicie wielokrotne dokonywane w dowolnym kierunku. Bicie jest obowiązkowe i jeśli się go nie wykona gracz traci pionka.